# La Guerre oubliée
Pour plus de détails, voir Fiche technique et Distribution.
La Guerre oubliée est un film réalisé en 1987 par Richard Boutet chez Vent d'Est Films. Il y retrace, par des entrevues, des chansons et des saynètes, l'histoire de la Crise de la conscription (1917) au Québec pendant la Première Guerre mondiale.
Le film a mis en vedette la chanteuse Joe Bocan.

## Fiche technique
- Titre : La Guerre oubliée
- Réalisation : Richard Boutet
- Scénario : Richard Boutet
- Musique : Yves Alix
- Photographie : Robert Vanherweghem
- Montage : Francis van den Heuvel
- Production : Lucille Veilleux
- Société de production : Les Productions Vent d'Est
- Pays :  Canada
- Genre : Docufiction[1]
- Durée : 97 minutes
- Dates de sortie : 
  -  Canada : 1987

## Distribution
- Joe Bocan : La Madelon
- Eudore Belzile : le petit conscrit
- Jean-Louis Paris : le cardinal Bégin
- Jacques Godin : le général Lessard
- Bruno Cordeau : le maire
- Luc-Martial Dagenais : l'aide de camp
- Gilbert Dupuis : le caporal
- Gilles Labrosse : le soldat entreprenant
- Madeleine Nadeau : la mère
- Denis Morneau : le vendeur de conscrit
- Michel Grégoire : le major